# Sarhalat Changū'ī
Sarhalat Changū'ī (persiska: Sarḩalat, Sarḩallat, سرحلت, سرهلت چنگوئی, سرهلت) är en ort i Iran.   Den ligger i provinsen Lorestan, i den västra delen av landet, 400 km sydväst om huvudstaden Teheran. Sarhalat Changū'ī ligger 1 180 meter över havet och antalet invånare är 144.
Terrängen runt Sarhalat Changū'ī är varierad. Runt Sarhalat Changū'ī är det ganska tätbefolkat, med 72 invånare per kvadratkilometer. Närmaste större samhälle är Khorramābād, 11,0 km öster om Sarhalat Changū'ī. Omgivningarna runt Sarhalat Changū'ī är i huvudsak ett öppet busklandskap.